# La Torre Oscura I: El pistolero
El pistolero (The Gunslinger, originalmente publicada en español como La hierba del diablo) es una novela del autor estadounidense Stephen King, y es el primer volumen de la serie de La Torre Oscura, que King considera como su magnum opus (obra magna). Inicialmente una novela que juntaba cinco historias cortas publicadas entre 1978 y 1981, la obra fue publicada por primera vez como libro en 1982. King revisó la novela sustancialmente en 2003, versión que se imprime actualmente. La historia se centra en Roland Deschain, el último pistolero, quien ha estado persiguiendo a su adversario, el "hombre de negro", por muchos años. La novela sigue el viaje de Roland a través de un vasto desierto y más allá, en busca del hombre de negro. Roland conoce a varias personas a lo largo de su travesía, incluyendo a un niño llamado Jake Chambers, quien le acompaña durante parte del camino.

## Origen y publicación
La novela se inspira en el poema Childe Roland to the Dark Tower Came (Childe Roland a la Torre Oscura llegó), de Robert Browning, que King leyó en su segundo año en la Universidad de Maine. King manifiesta que "jugó con la idea de intentar escribir una larga novela romántica que incorporara el sentimiento del poema de Browning, aunque no su sentido exacto". En marzo de 1970, durante su último año de facultad, King comenzó a escribir la novela en hojas de papel color verde brillante.
Originalmente, las cinco partes que constituyen la novela fueron publicadas en The Magazine of Fantasy and Science Fiction:
- "El pistolero" (The Gunslinger; octubre de 1978)
- "La estación de paso" (The Way Station; abril de 1980)
- "El oráculo y las montañas" (The Oracle and the Mountains; febrero de 1981)
- "Los mutantes lentos" (The Slow Mutants; julio de 1981)
- "El pistolero y el hombre de negro" (The Gunslinger and the Dark Man; noviembre de 1981)

En total, a King le tomó doce años y medio completar la novela. El producto terminado fue publicado por primera vez por Donald M. Grant, en una edición limitada, en 1982. En 1988, Plume la publicó en tapa blanda. Desde entonces, el libro fue publicado varias veces en distintos formatos, y también fue incluido en forma de colección junto con los otros volúmenes de la serie.
En 2003, la novela fue revisada y expandida por King. Esta nueva versión cuenta con modificaciones en el lenguaje, además de nuevas y cambiadas escenas que pretenden resolver inconsistencias que se presentaron con los libros posteriores de la serie.
La obra es dedicada a Ed Ferman, un viejo editor de The Magazine of Fantasy and Science Fiction.

## Argumento
Narra la historia del pistolero Roland de Gilead, y su búsqueda para atrapar al hombre de negro, el primero de sus muchos pasos para llegar a su destino final, la Torre Oscura.
La historia principal ocurre en un mundo que es, de alguna manera, similar al Viejo Oeste, pero existe en un marco temporal alternativo o universo paralelo al nuestro. Roland existe en este lugar, en donde "el mundo se ha movido". Sin embargo, este mundo tiene algunas cosas en común con el nuestro, incluyendo memorias de la canción "Hey Jude" y la rima infantil que comienza "judías, judías, la fruta musical" (en inglés "beans, beans, the musical fruit"). Vestigios olvidados o sesgados de versiones de la tecnología del mundo real también aparecen, tales como la referencia a una bomba de gas que es adorada como un dios llamado "Amoco" y una estación de paso abandonada con una bomba de agua que recibe energía de una "pila atómica".
Mientras Roland viaja a través del desierto con su mula en busca del hombre de negro, se encuentra con Brown, un granjero, y Zoltan, su cuervo, quien de buena gana le ofrece protección por la noche. Mientras está allí, aprendemos sobre el tiempo que pasó en Tull por medio de un flashback. Tull era un pequeño pueblo al que Roland llegó no mucho antes de comenzar esta novela. El hombre de negro había pasado por el pueblo previamente; trajo a un hombre muerto de nuevo a la vida, y dejó una trampa para Roland: el propio pueblo. Luego de que Roland pasara un tiempo allí, la líder de la iglesia local le revela que el hombre de negro la embarazó, y la volvió en contra suya. Ella pone a todo el pueblo también en contra de Roland; hombres, mujeres y niños. Para escapar con vida, Roland es forzado a matar a cada residente del pueblo, incluyendo a Allie, su amante. Contar esta historia funciona para Roland a modo de catarsis. Cuando se levanta al otro día, su mula está muerta, lo que lo obliga a continuar a pie. Antes de marcharse, Brown le pide permiso para comerse la mula.
En la estación de paso Roland se encuentra primero con Jake Chambers, quien murió en su propio universo cuando fue empujado frente a un auto mientras caminaba a la escuela. Roland se encuentra casi muerto cuando llega a la estación, y Jake le trae agua y carne seca mientras se recupera. Jake no sabe por cuánto tiempo ha estado en la estación de paso, ni cómo llegó allí exactamente. Se escondió cuando el hombre de negro pasó por el lugar. Roland lo hipnotiza para obtener detalles de su muerte, pero le hace olvidarlos antes de que se despierte (ya que la muerte de Jake fue extremadamente violenta y dolorosa). Antes de abandonar la estación de paso se encuentran con un demonio en el sótano, mientras buscaban comida. Luego de su charla, Roland arrebata la mandíbula del esqueleto en el agujero, a través de la cual el demonio hablaba.
En un flashback, aprendemos sobre un encuentro casual de Roland en una cocina que lleva al ahorcamiento de Hax, el cocinero. Los aprendices de pistoleros son permitidos para presenciar el ahorcamiento, con el permiso de sus padres. Roland revela cómo fue previamente engañado para gritar a Cort, su maestro, por la traición de Marten. Él tuvo éxito en vencer a Cort en batalla, gracias a su ingeniosa selección de arma: David, su halcón.
Luego de dejar la estación, Jake y Roland finalmente abandonan el desierto y pasan a tierras más acogedoras. Roland rescata a Jake de un encuentro con un oráculo, y luego copula con el propio oráculo para conocer más sobre su destino y su camino hacia la Torre Oscura. Roland le entrega a Jake la mandíbula de la estación de paso, para que pase el tiempo mientras se va. Luego de que Roland regresa, Jake tira la mandíbula. Mientras la pareja continúa su camino, acercándose a una montaña, Jake comienza a temer por lo que será de sí.
Jake y Roland hacen su camino hacia los torcidos túneles debajo de la montaña, propulsados por un viejo carro minero. Durante el viaje, son atacados por los "mutantes lentos", monstruosas criaturas subterráneas. Roland logra vencerlos y proceden su camino. Finalmente encuentran al Hombre de Negro, y como Jake cuelga peligrosamente de las vías, Roland se ve enfrentado a una elección decisiva: salvar a Jake o perseguir al Hombre de Negro. Se decide por lo segundo. Jake dice a Roland, mientras cuelga: "Váyase, pues. Existen otros mundos aparte de estos." Luego se suelta del borde y cae sin gritar.
Luego de sacrificar a Jake en la montaña, Roland logra llegar a hablar con el hombre de negro. Este lee el destino de Roland de un paquete de cartas, incluyendo a "el marinero" (Jake), "el prisionero" (Eddie Dean), "la Señora de las Sombras" (Odetta Holmes), "la muerte" (aunque no para Roland) y la misma Torre, como el centro de todo. El hombre de negro afirma que es apenas un peón del verdadero enemigo de Roland, el que ahora controla la propia Torre Oscura.
El hombre de negro crea una representación del universo, intentando asustar a Roland mostrándole lo realmente insignificante que es en el gran esquema de las cosas, y le pide que renuncie a su búsqueda. Roland se niega, y el hombre de negro lo hace caer dormido. Cuando se despierta, diez años pasaron y hay un esqueleto a su lado, el cual asume es este hombre. Roland luego se sienta en el borde del Mar del Oeste, pensando en las tres personas a quienes se le ha encargado que traiga a Todo-Mundo: el Prisionero, la Señora de las Sombras y "el que empuja".

## Edición revisada y expandida
King revisó El Pistolero en 2003. En su introducción a la nueva edición, King afirma que creía que la versión original estaba "seca" y difícil de acceder para nuevos lectores. También hizo la narración más lineal, al igual que el argumento del libro más consistente con el final de la serie. Otros cambios fueron realizados para resolver errores de continuidad introducidos en los volúmenes posteriores. El material agregado fue de unas 9000 palabras (35 páginas) de extensión.
Algunos cambios incluyen:
- Remoción de una referencia a Roland leyendo una revista en Tull. Información posterior presentada en La llegada de los tres sugiere que el papel es una rareza en el mundo de Roland.
- Una referencia al paso de doce años desde la caída de Gilead, lo que sucedió cuando Roland era un adolescente, es cambiada a "incontables años." De otra forma, sería deducible que Roland se encuentra en sus treinta, cuando libros posteriores insinúan que él es antiguo.
- De igual manera, el Hombre de Negro originalmente dice que es "casi inmortal", cuando en la revisión dice esto tanto de él como de Roland.
- "[Roland] no sabía dónde se hallaba Cort"[4] es cambiado por "Cort estaba muerto",[5] ya que no se profundizó completamente en la Caída de Gilead hasta los libros posteriores.
- El insensible asesinato de Allie por Roland es modificado para que el protagonista parezca más humano. Originalmente, cuando el pueblo de Tull se vuelve contra Roland, Allie es tomada por una persona del pueblo y utilizada como escudo humano. Ella ruega a Roland que no dispare antes de que el abatiera a tiros sin piedad tanto a ella como a su captor.[6] En la versión revisada, ella fue vuelta loca por Walter en el momento en que es tomada, y ruega a Roland que la saque de su miseria.[7]
- El pueblo de Farson es cambiado por Taunton, ya que John Farson fue un personaje en los libros posteriores de la serie.
- Referencias a la Bestia fueron cambiadas para referir al Rey Carmesí, quien de otra forma no sería mencionado en la serie hasta Mago y Cristal.
- Un único taheen aparece tempranamente en la versión revisada. Los taheen son una raza de criaturas que no aparecerían originalmente hasta los tres libros finales.
- Un gran cambio textual es el destino e identidad del Hombre de Negro. En el texto original, la muerte de Walter al final de la historia no es de incertidumbre para Roland. En la edición revisada, Roland especula si su descubrimiento de los huesos de Walter es algún truco o si realmente estaba muerto. El texto original también mantiene a Walter y a Marten Broadcloak completamente separados. Incluso luego de la muerte de Walter, Broadcloak aún debía ser encontrado y asesinado. Luego, en Mago y Cristal, se revela que ellos, junto con Flagg, son la misma persona. A pesar de que ninguna referencia al nombre "Flagg" aparece en la versión revisada de El Pistolero, todas las referencias a Walter y a Marten fueron alteradas para hacer posible que sean el mismo hombre.
- Jake, originalmente de nueve años, se lo hace de entre diez y once años en la edición revisada.
- En general, el mundo por el que el pistolero caminaba en el texto original se trataba literalmente de una versión deteriorada del nuestro: se mencionaba a Inglaterra, la estrella Polaris, Marte, Jesús y otras figuras bíblicas, Pascuas, Víspera de Todos los Santos (Halloween), y dioses tanto griegos como egipcios. En la revisión, estas referencias fueron removidas para hacer al mundo de Roland solo vagamente similar al nuestro.
- En la temprana edición el padre de Roland es "Roland padre", pero luego es cambiado por el nombre de Steven.
- En la versión expandida de la novela, en la última página antes del texto aparece la única palabra REANUDACIÓN; en el prefacio "Argumento" de Lobos del Calla, King explica que ese es el subtítulo de la novela.